# Gyulay Zsolt (grafikus)

Gyulay Zsolt (1943. október 2.–) grafikus, festőművész.

## Pályafutása
Erdélyi családból származik, iskoláit már Magyarországon végezte. Nyomdai szakképesítést szerzett, s zenével és rajzolással foglalkozott. Később megismerte Egerben Kastaly István festőművészt, tanárt, akinek a tanítványa lett. A régi Eger romantikus részleteit festették együtt, majd elméleti előképzésben is részesült.
Kastaly István hatására végezte el a főiskolát, s immár hivatásosként 15 évig a Népszava című napilap külső művészeti munkatársa volt. 1970 és 1985 között rendszeresen jelentek meg grafikái a régi Egerről és Erdélyről. 1986-ban alkotói díjban részesült. Számtalan kiállításon szerepelt az országban festményeivel és grafikáival (Miskolc, Ózd, Eger, Budapest, Egerfarmos, Bélapátfalva). Művei megtalálhatók Németországban, Hollandiában, és 2014-ben jelentős számú grafikája került New Yorkba.
2013-ban megjelent e-könyve Eger, a grafikus szemével címmel, amely rövid életmű-összefoglalás. 2013-ban polgármesteri díszoklevelet és pénzjutalmat kapott Egerfarmoson, ahol több mint 20 festménye van az önkormányzat tulajdonában. Itt látható Kandó Kálmán villamosmérnökről készült portréja is, akinek a gyökerei Egerfarmosra vezethetőek vissza. 
Folytatja munkáját, az egerfarmosi sorozatot szeretné befejezni.